# Passetto di Borgo

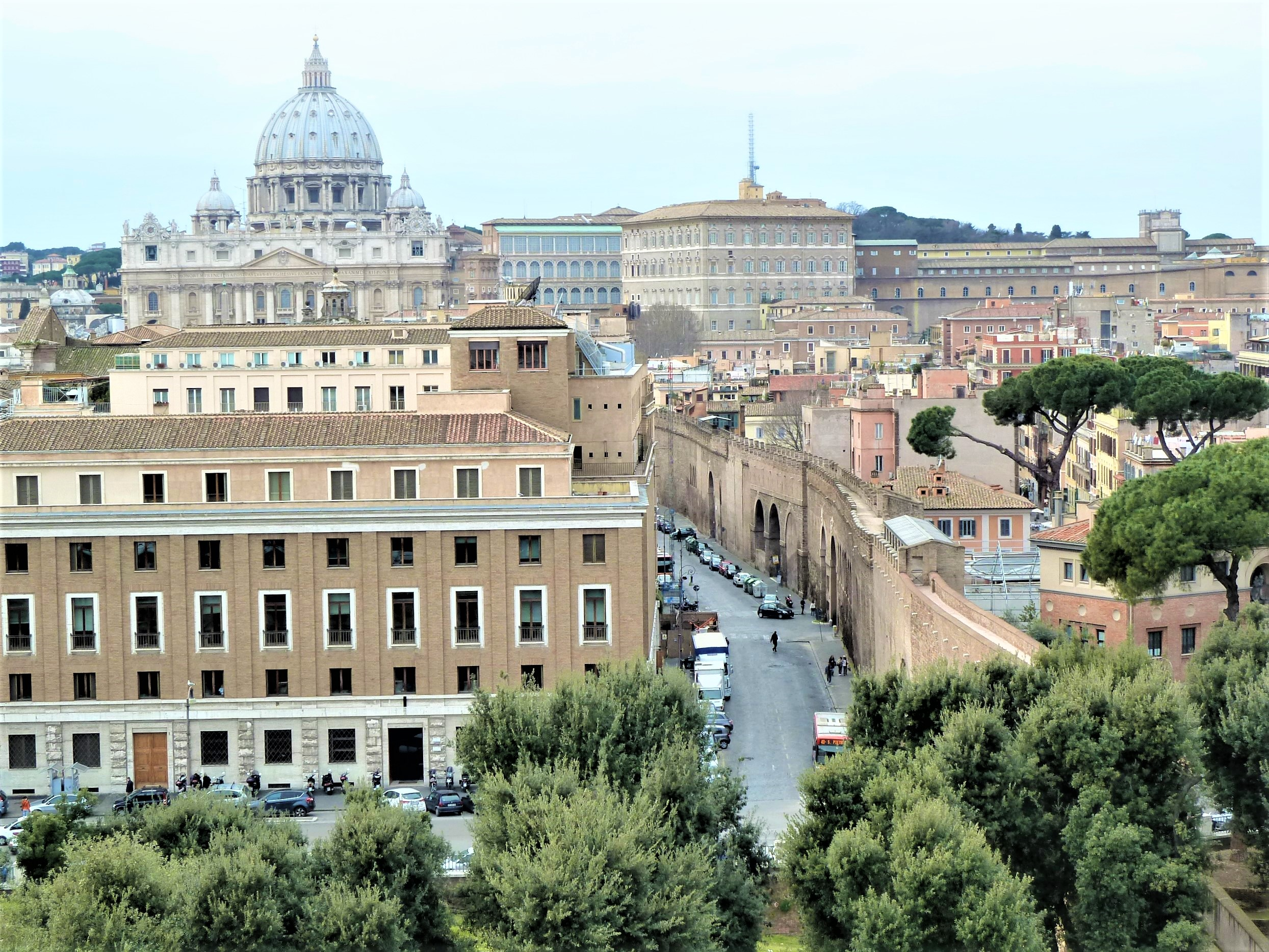
De Passetto gezien vanop het dakterras van de Engelenburcht.

De Passetto di Borgo is een versterkte ontsnappingsroute die over een afstand van ongeveer 800 meter het Apostolisch Paleis in Vaticaanstad verbindt met de Engelenburcht. In vroegere eeuwen kon de paus in geval van een belegering via deze verhoogde gang naar de burcht vluchten. 

## Ontstaan en ontwikkeling

De Leontijnse Muur, 9de eeuw

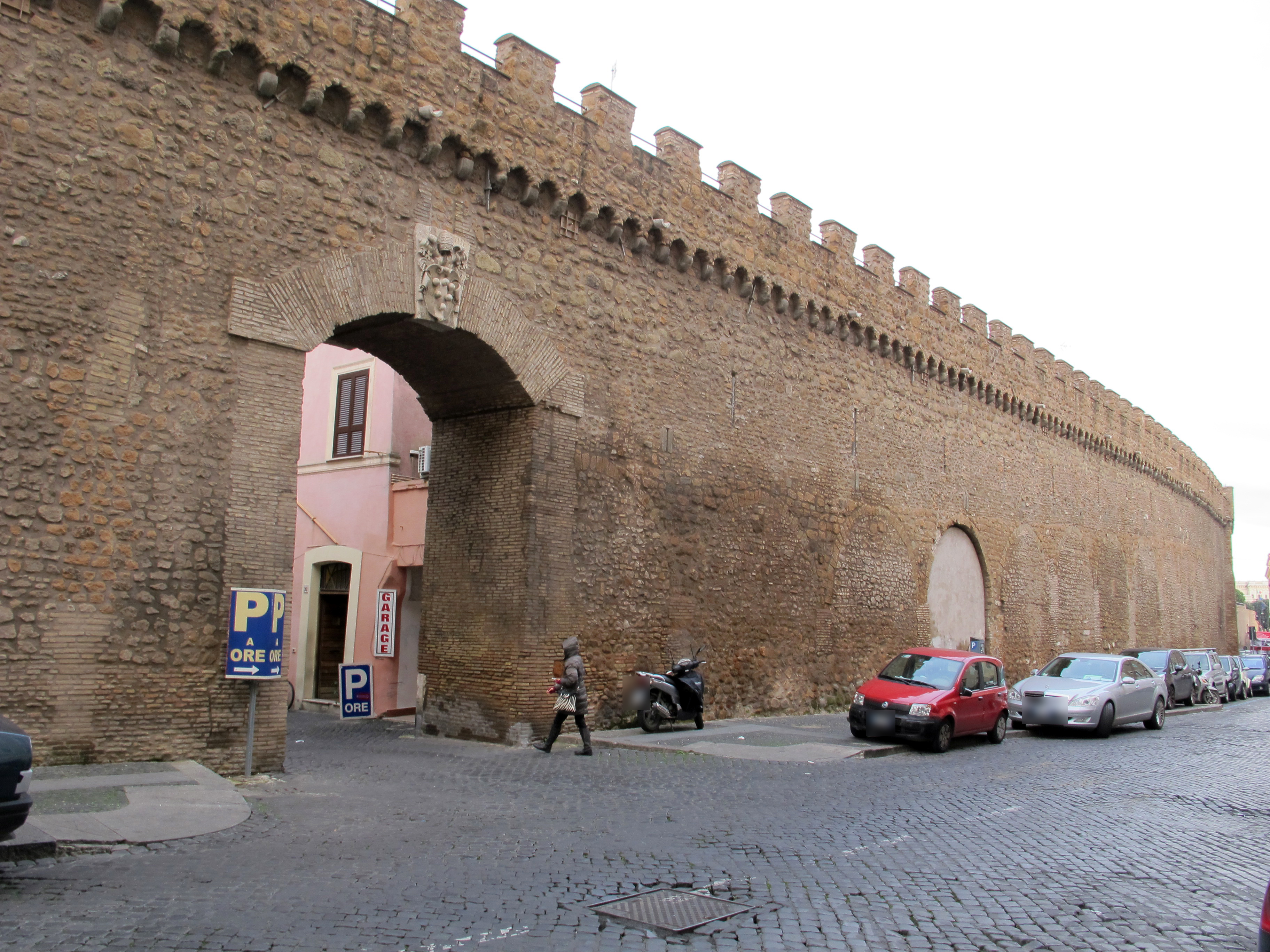
De Passetto gezien vanuit de Via dei Corridori.

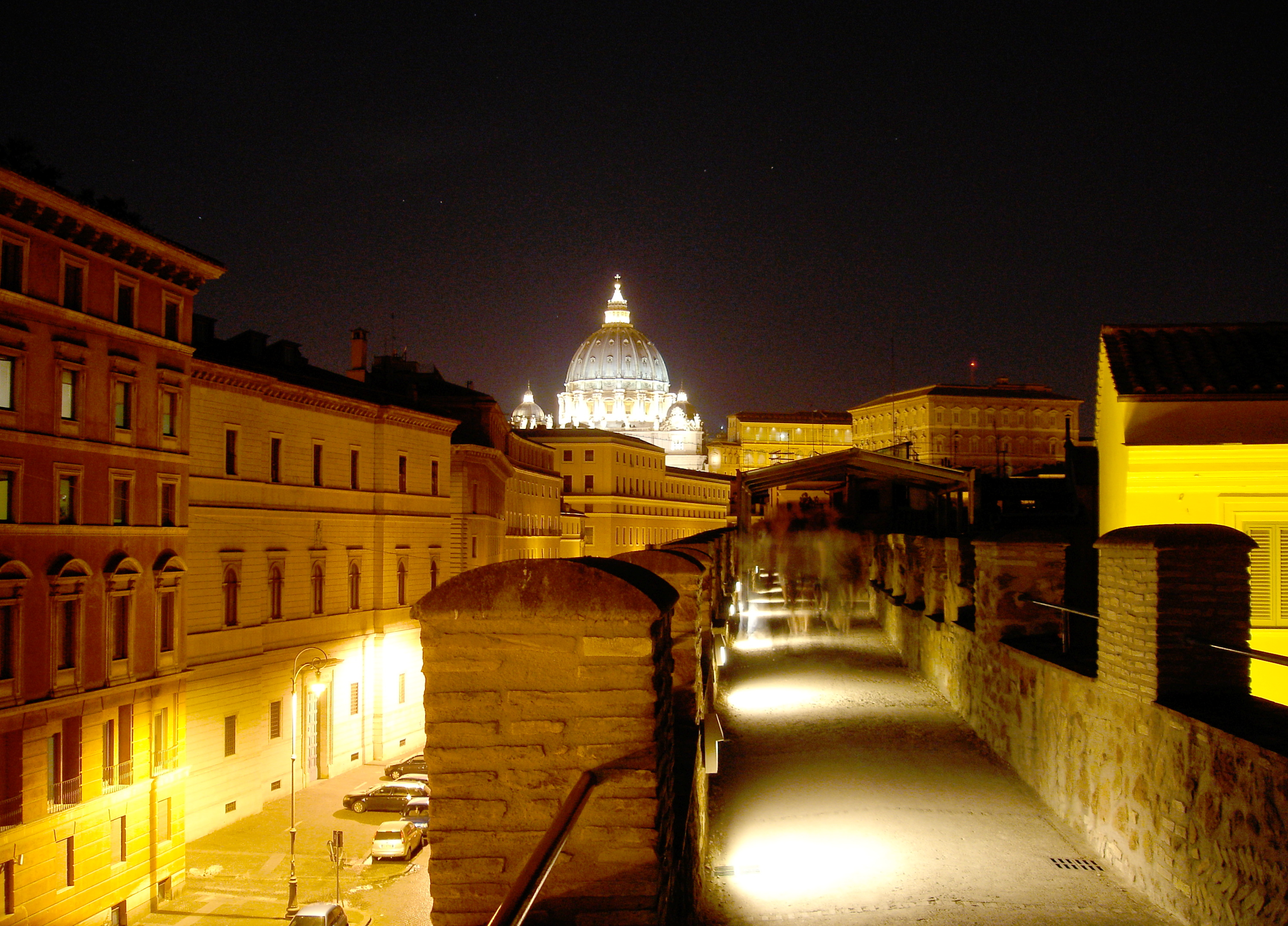
De bovenste rondgang, in de richting van het Vaticaan.

De Passetto loopt over een eeuwenoude muur die in verschillende periodes werd gebouwd en verbouwd. Dit verklaart waarom er verschillende materialen in verwerkt zijn (vulkanisch gesteente, natuurstenen en bakstenen) en waarom sommige bogen zijn dichtgemetseld terwijl op andere plaatsen een doorgang in de muur is gemaakt.
De oudste kern van de Passetto bestaat uit blokken vulkanisch gesteente waarmee Totila, koning van de Ostrogoten, omstreeks het jaar 547 zijn militair kamp had ommuurd toen hij Rome belegerde tijdens de Gotische Oorlog.
Omstreeks het jaar 852 heeft paus Leo IV de resten van dat kamp gebruikt om de omgeving van de Sint-Pietersbasiliek te beschermen. Die was in 846 geplunderd door de Saracenen, en om dergelijke ramp in de toekomst te vermijden bouwde hij een ongeveer 3 km lange en 5 meter hoge muur met een open rondgang bovenop. Die Leontijnse Muur vertrok vanaf de Engelenburcht, en liep in hoefijzervorm (dus als een smalle, langgerekte U) tot achter de basiliek, en vandaar terug tot aan de Tiber.
Het grootste gedeelte van die muur is verloren gegaan, maar bewaard bleef wel het traject dat loopt vanaf de pauselijke paleizen bij het Vaticaan tot aan de Engelenburcht. Op dat traject heeft paus Nicolaas III (1277-1280) de rondgang overdekt. Daardoor ontstond een echte beveiligd verbindingsweg, in het Italiaans Corridoio of Passetto genoemd. Latere verbouwingen kwamen er onder paus Bonifatius IX (1389-1404) en vooral onder paus Alexander VI (1492-1503). Deze laatste liet de Passetto verhogen: bovenop de reeds bestaande rondgang werd een nieuwe, niet-overdekte rondgang aangelegd, beschermd door kantelen.
Verschillende pausen hebben ook daadwerkelijk van deze ontsnappingsroute gebruikgemaakt:
- paus Alexander VI in 1494, toen Karel VIII van Frankrijk de stad binnenviel.
- paus Clemens VII tijdens de Plundering van Rome in 1527.

In 1565 liet paus Pius IV een nieuwe verdedigingsmuur optrekken, ongeveer 100 meter ten noorden van de Passetto, waardoor dat tracé van de Leontijnse Muur zijn verdedigingsfunctie volledig verloor. In die muur (dus onder de Passetto) liet hij acht enkele of dubbele doorgangen slaan om de straten ten zuiden ervan (de Città Leonina of Borgo Vecchio) te verbinden met de nieuwe wijk ten noorden ervan (de Città Pia of Borgo Nuovo).

## Eigendom
Na de aanhechting van Rome bij het eengemaakte Italië in 1870 is het eigenaarschap van de Passetto nog lange tijd een twistpunt gebleven tussen de Heilige Stoel en de Italiaanse Staat, ook nog nadat ze in 1929 het Verdrag van Lateranen hadden gesloten. Pas in 1991 bereikten ze het akkoord dat de eerste 600 meter vanaf de Engelenburcht toebehoort aan Italië, en de laatste 200 aan het Vaticaan. De grens ligt ter hoogte van de Piazza della Città Leonina, het kleine plein ten noorden van de colonnade van Bernini. Daar vormt een metalen poortje op de bovenste rondgang de scheiding tussen beide territoriale gebieden. Redenen voor het Vaticaan de claim te laten vallen waren onder andere de hoge kosten van onderhoud en de benodigde renovatie.

## Toegang
Het Italiaanse gedeelte van de Passetto kan worden bereikt vanuit de Engelenburcht, waar hij vertrekt vanaf de Bastione di San Marco, de hoektoren die het verste van de Tiber is verwijderd. Meestal is de Passetto echter niet voor het publiek toegankelijk; enkel tijdens occasionele avondopenstellingen van de Engelenburcht wordt hij uitzonderlijk opengesteld voor bezoek. Ook bij een gegidste rondleiding aan dit monument kan hij worden betreden.

## Trivia
De Passetto speelde een essentiële rol in Dan Browns roman Het Bernini Mysterie.
Hij komt ook voor in het computerspel Assassin's Creed II. In dit spel is de Passetto overigens onterecht gesitueerd langs de oevers van de rivier de Tiber.

## Geraadpleegde bronnen
- (it)  Touring club italiano. (1993). Roma. Il Touring club, Milano. ISBN 88-365-0508-2. p. 573.
- (it) http://castelsantangelo.beniculturali.it/index.php?it/108/25-passetto-di-borgo
- (en)  http://roma.andreapollett.com/S1/roma-c7.htm

## Galerij

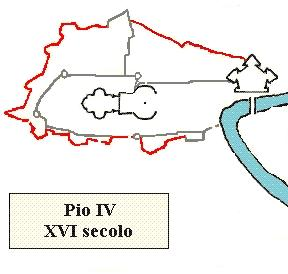
Grijs: de Leontijnse Muur. Rood: de ommuring van Pius IV.
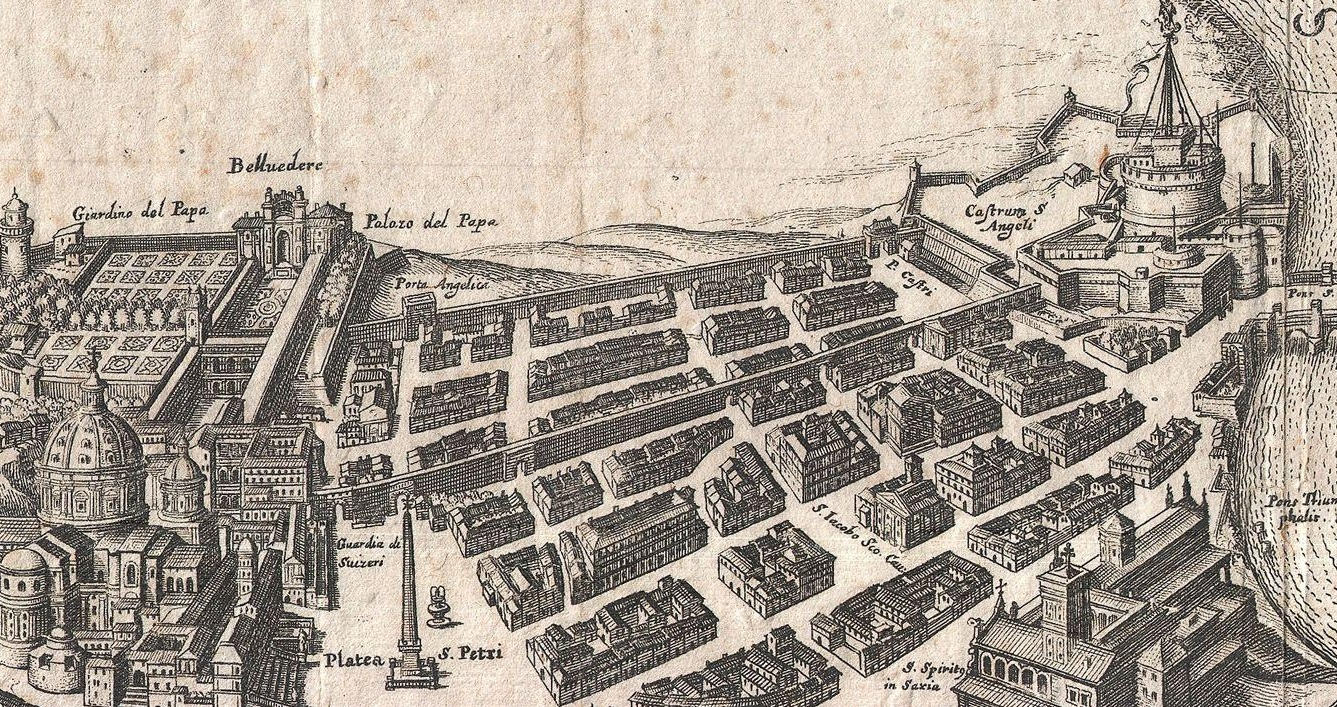
De Muur van Leo IV en die van Pius IV op een stadsplan uit 1652.
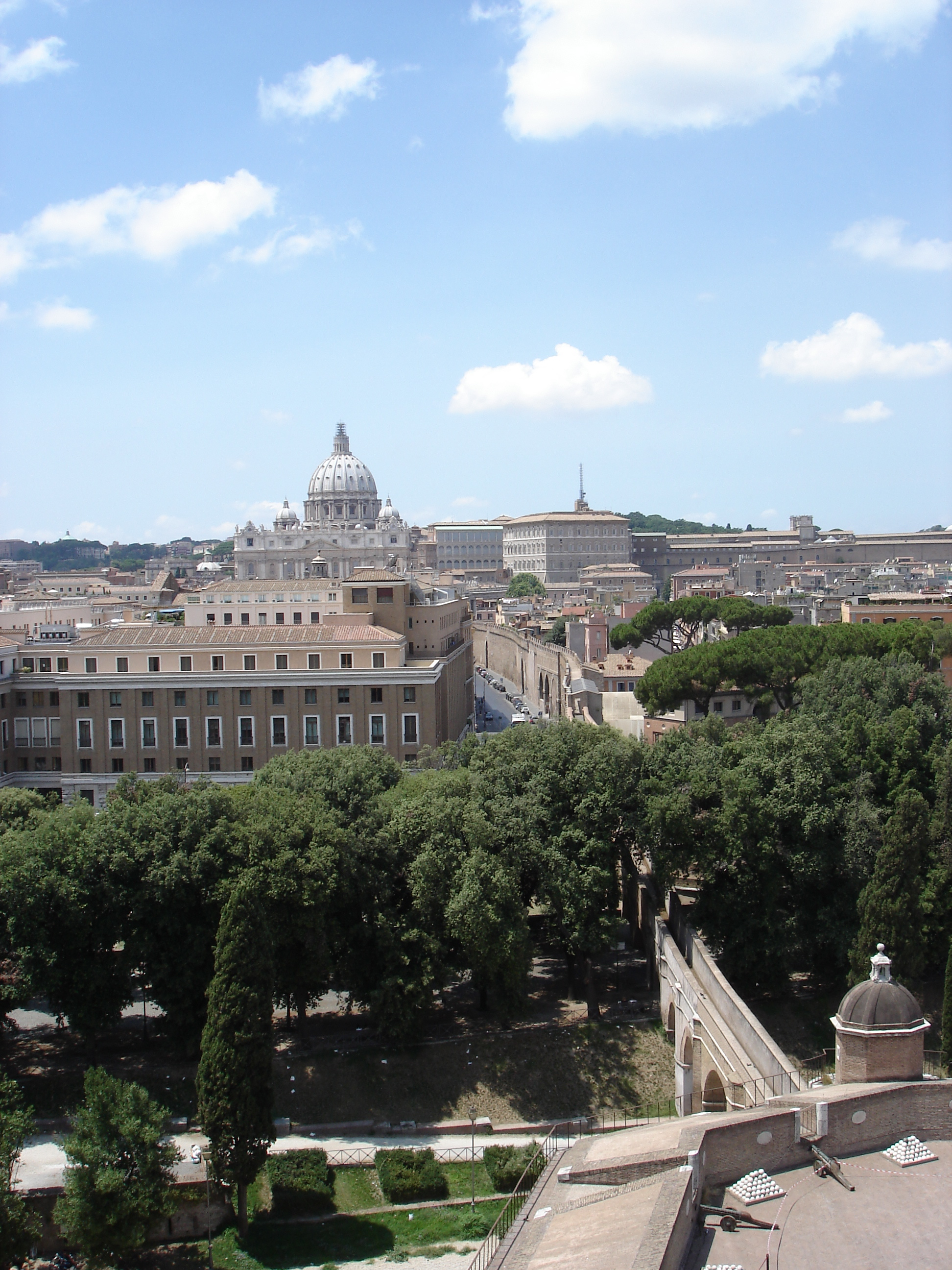
De Passetto gezien vanaf het terras van de Engelenburcht.
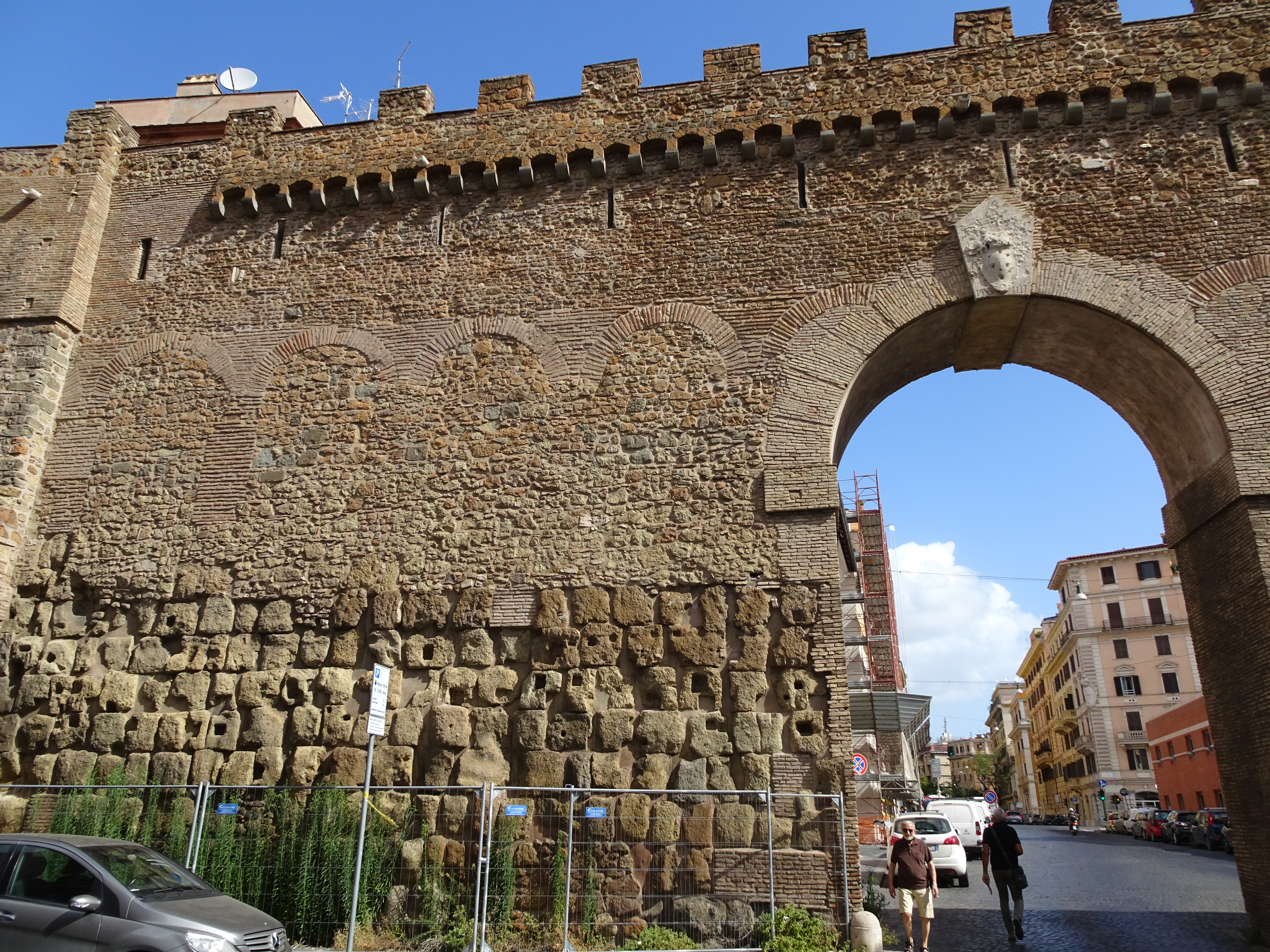
De verschillende bouwmaterialen: vulkanisch gesteente, natuurstenen en bakstenen.
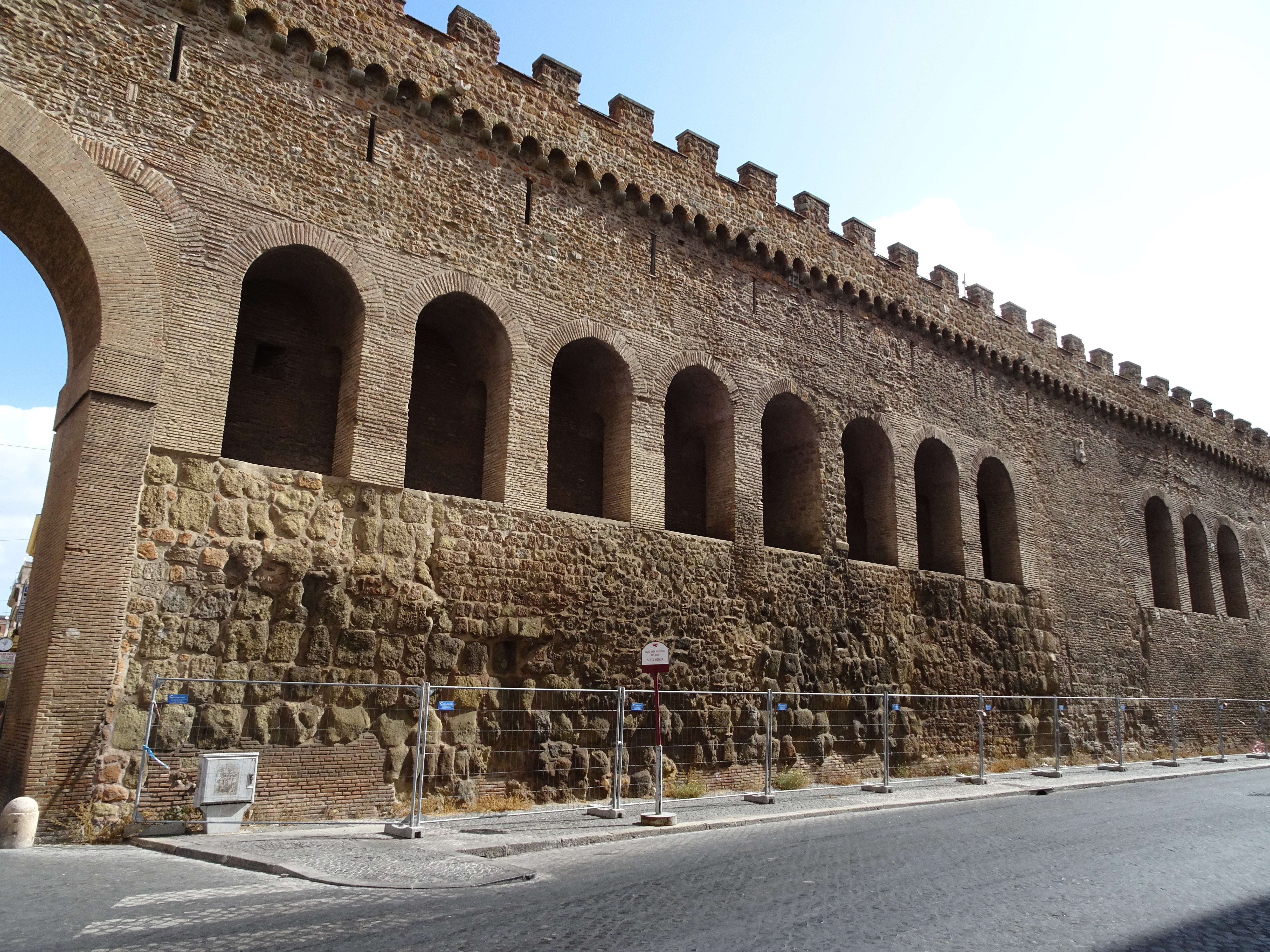
Bij het kruispunt van de Borgo Sant'Angelo en Via della Traspontina.
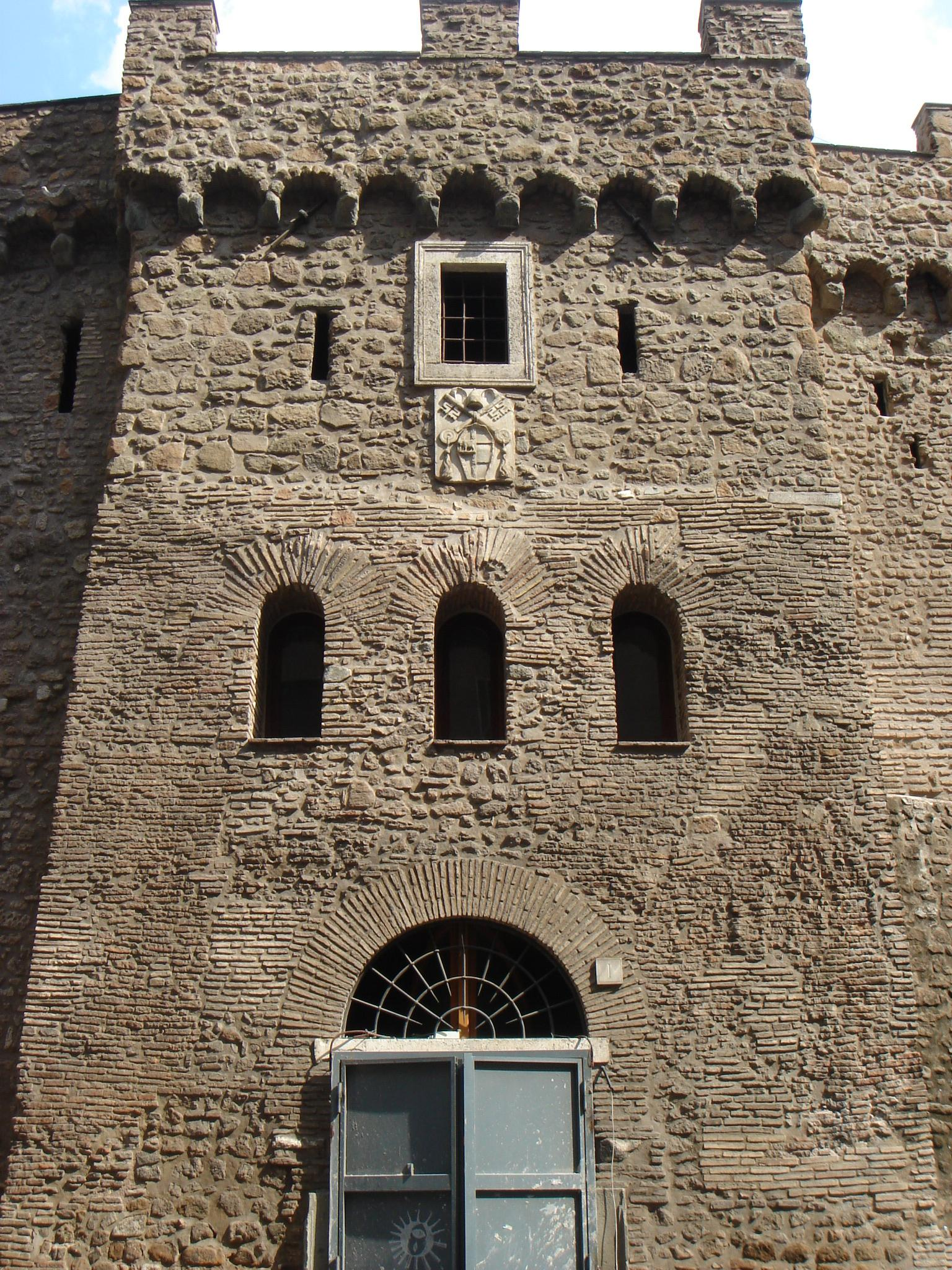
De toren van Alexander VI, met het wapenschild van zijn familie Borgia.
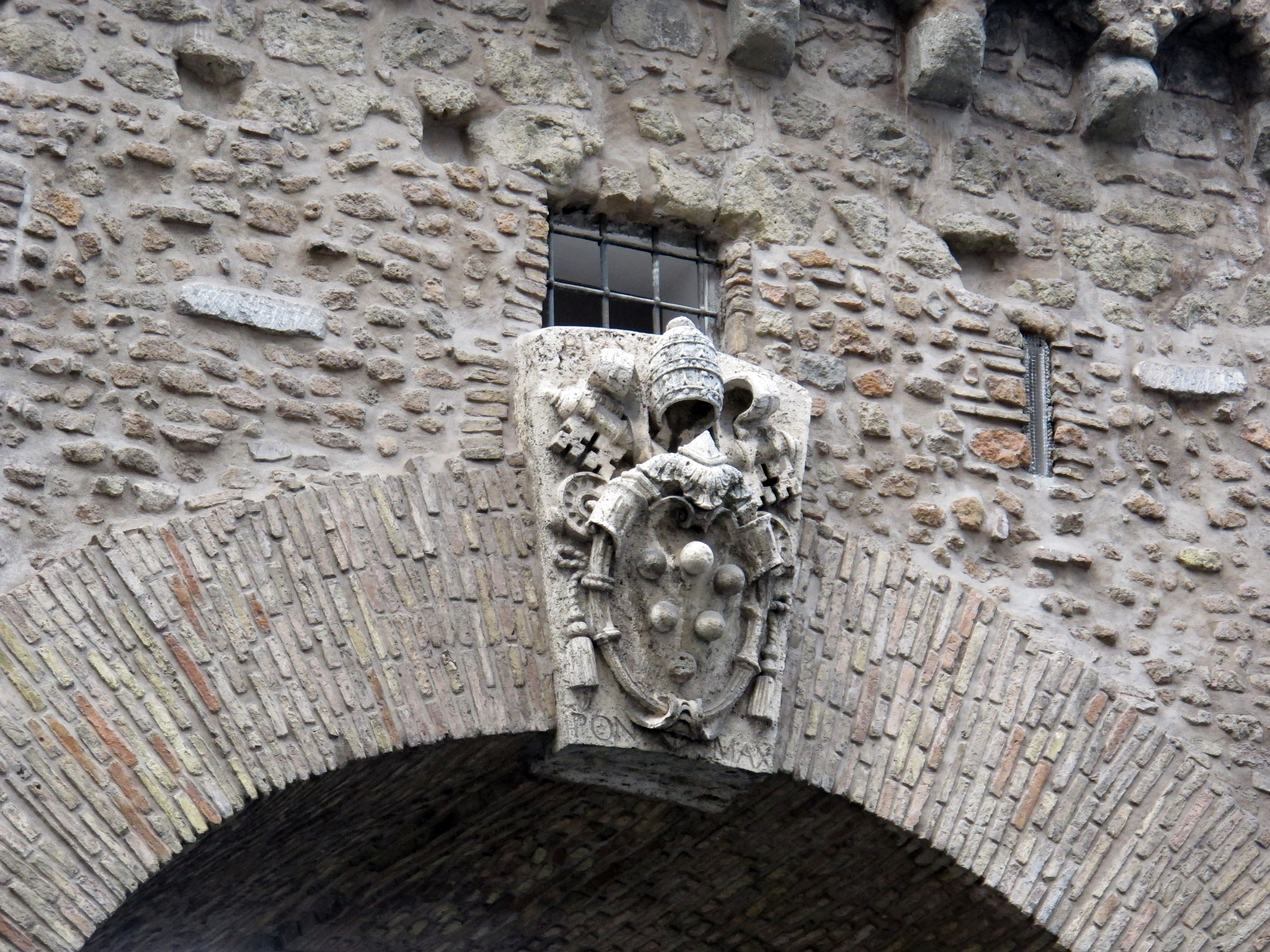
Wapenschild van Pius IV van de familie Medici boven een van de doorgangen die hij in de Leontijnse Muur heeft laten maken.
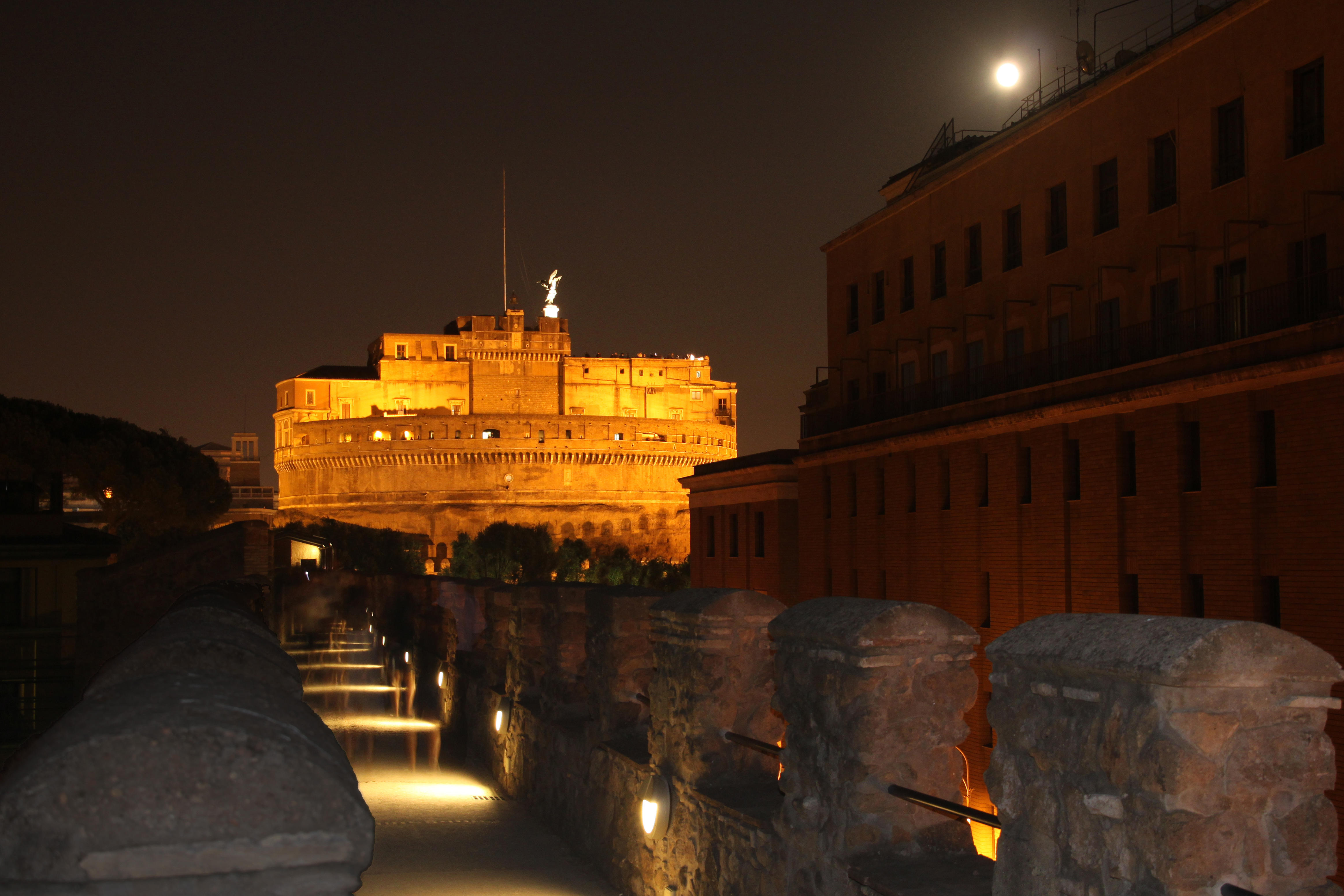
De bovenste rondgang, in de richting van de Engelenburcht.
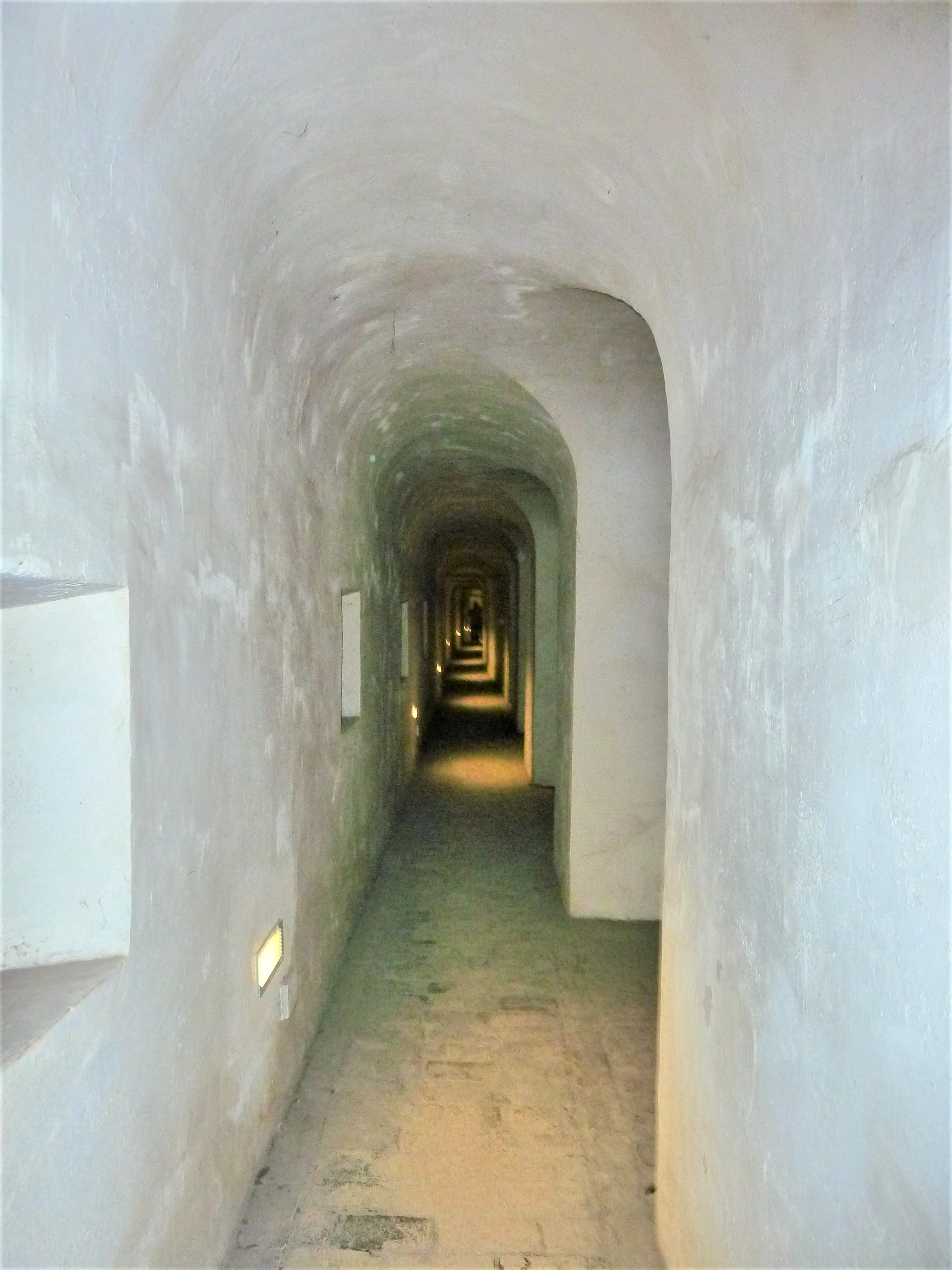
De overdekte rondgang.